# Galahad

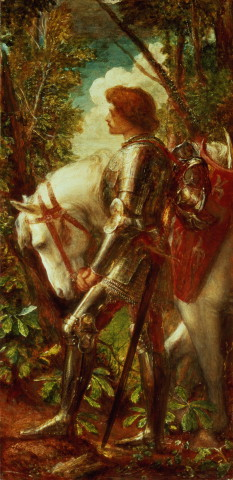
Sir Galahad, mal. George Frederick Watts, 1888, olej na płótnie

Sir Galahad – jeden z Rycerzy Okrągłego Stołu, nieślubny syn Lancelota, który spłodził go nieświadomie z Elaine z Corbenic – jedną z czarodziejek pilnujących świętego Graala, myśląc, że to Ginewra. Jako najczystszy spośród rycerzy zdobył świętego Graala. Galahad był niezwyciężony w boju i pozostał jedynym rycerzem, który zdołał wysadzić z siodła Lancelota w bezpośrednim starciu. Według niektórych interpretacji jest rycerskim symbolem Jezusa.

## Legenda Sir Galahada
Galahad jest jednym z najpopularniejszych rycerzy Okrągłego Stołu. Sławę swą zawdzięcza faktowi, że odnalazł kielich Chrystusowy – święty Graal. Galahad jest synem Lancelota, został spłodzony dzięki czarom dobrego maga Merlina, a bez nich Lancelot nigdy nie dojechałby do doliny, gdzie spotkał jedną z kapłanek Graala. Galahad był wychowywany przez kapłanki Graala i przez przeróżnych kapłanów. Znał Pismo Święte niemal na pamięć. Był szkolony również przez najlepszych rycerzy, więc sztuka walki nie była mu obca.

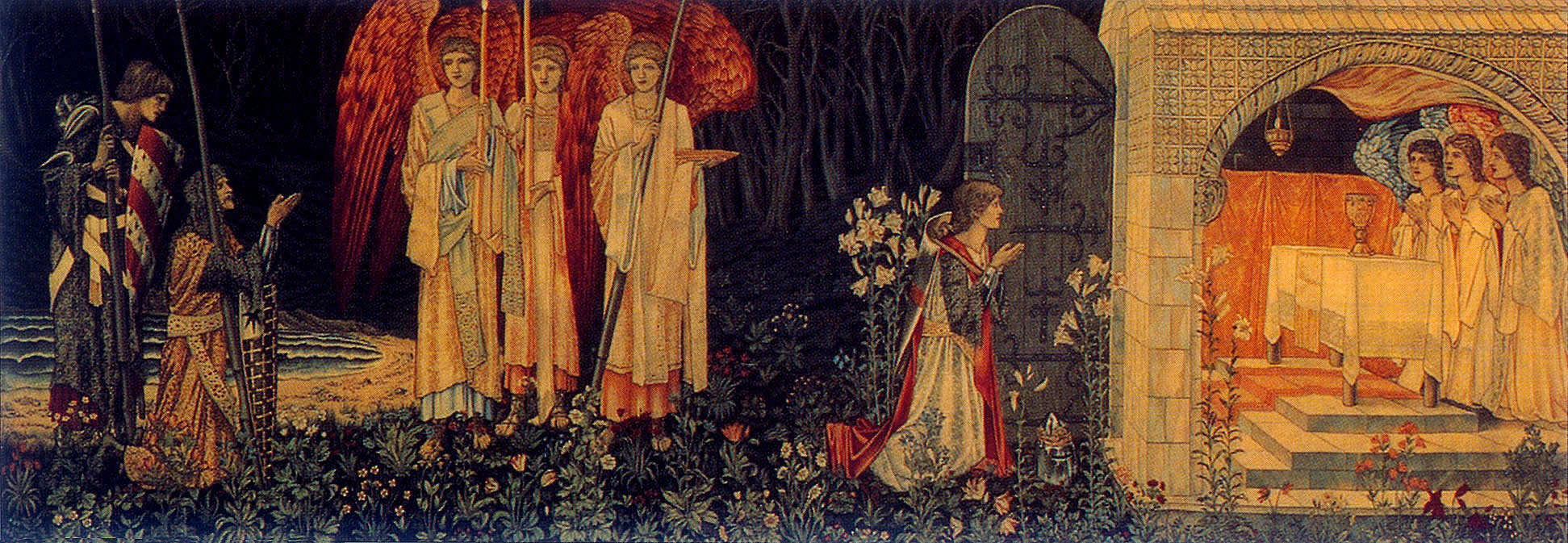
Galahad, Bors i Parsifal z Graalem

Mało wiadomo o życiu sir Galahada przed jego przybyciem do zamku Camelot. Wówczas rozpoczyna się cała jego historia. Dawno temu, jeszcze nim narodził się Artur, dwaj bracia, Belin i Balin, stoczyli ze sobą walkę. Walczyli na śmierć i życie, zaś najstraszliwsze w tej walce było to, że żaden z nich nie wiedział, że walczy z własnym bratem. Ich bój był zacięty, a w jego wyniku obydwaj zadali sobie śmiertelne rany. Konając unieśli przyłbice i poznali okrutną prawdę. Miecz, którym zadali sobie rany (jeden z mieczy się połamał), został nazwany mieczem boleści. Merlin przeklął to ostrze, sprawiając, że do czasu, gdy nie przyjdzie po niego czysta dusza, nikt nie będzie nim władać. Tą czystą duszą był Galahad. Zdobył on również tarczę z wizerunkiem wielkiego czerwonego krzyża. Galahadowi było przepowiedziane, że tylko on będzie mógł zasiąść na tzw. Stolicy Zguby (zwanej także Niebezpiecznym Miejscem). Wszyscy inni, którzy próbowali na niej usiąść, umierali prawie od razu. Galahad tylko raz zasiadł na tym miejscu. Od razu potem wyruszył na pamiętne poszukiwanie Graala.
Galahad poza umiejętnościami rycerskimi odznaczał się bardzo dobrymi zdolnościami strzeleckimi. Niektórzy uważają, że to właśnie na jego podstawie powstało opowiadanie Robin Hood. Galahad brał w życiu udział tylko w jednej bitwie. Była to obrona klasztoru przed najazdem barbarzyńców. Właśnie po tej bitwie wśród ludów barbarzyńskich rozeszła się wieść, że Galahad jest czarnoksiężnikiem.
Galahad odnalazł Graala razem z Parsifalem i sir Borsem. Był jedynym spośród tych trzech rycerzy, który nie powrócił do Camelotu. W inny sposób została przedstawiona postać Galahada w filmie Król Artur. Galahad walczył u boku swych przyjaciół rycerzy, mimo iż nie pochwalał rozlewu krwi i mordowania. W końcowej scenie filmu rycerze wznieśli w geście uznania miecze do góry; Galahad nie podniósł miecza, tylko drewniany kielich.
Galahad jest symbolem istoty długo oczekiwanej, przynoszącej szczęście, radość, uspokojenie oraz rozjaśniającej każde miejsce, w którym się znajdzie. Jest również symbolem osoby kochanej, która szybko odeszła.

## W kulturze
- Andrzej Sapkowski umieścił go w piątym tomie tzw. Sagi o wiedźminie pt. Pani Jeziora.
- W serialu Bibliotekarze zagrał go John Larroquette. Galahad jest nieśmiertelnym, choć starym człowiekiem. Ukrywa swoją tożsamość pod imieniem Jenkins. Jest pracownikiem Biblioteki. Zna na wylot niemal wszystkie tajemnice świata, nic nie robi na nim wrażenia. Żyje, aby neutralizować sir Lancelota, który pod imieniem Dulaque przewodzi złym Bractwem Węża, dążącego do przywrócenia na świecie wczesnego średniowiecza.
- W serialu animowanym Rycerz Mike, koń tytułowego bohatera ma na imię Galahad.
- W serii fantasy Koło Czasu autorstwa Roberta Jordana pojawia się reinterpretacja postaci Galahada – pochodzący z królewskiego rodu rycerz Galad; mąż równie prawy i szlachetny co pierwowzór, lecz pozbawiony współczucia i miłosierdzia, bezwzględnie przestrzegający ustalonych praw i zasad.